# Shawn McCosh
Shawn McCosh (* 5. Juni 1969 in Oshawa, Ontario) ist ein ehemaliger kanadischer Eishockeyspieler, der in der NHL für die Los Angeles Kings und die New York Rangers sowie in der DEL für die Adler Mannheim spielte. Sein Bruder Shayne McCosh war ebenfalls Eishockeyprofi.

## Spielerkarriere
Der 1,83 m große Center begann seine Karriere bei verschiedenen Teams in der kanadischen Juniorenliga OHL, bevor er beim NHL Entry Draft 1989 als 95. in der fünften Runde von den Detroit Red Wings ausgewählt (gedraftet) wurde.
Seine ersten NHL-Einsätze absolvierte der Rechtsschütze allerdings erst nach seinem Wechselt zu den Los Angeles Kings, doch auch hier schaffte es McCosh nicht, zum Stammspieler zu avancieren, sodass er weiterhin für verschiedene Farmteams in AHL und IHL auf dem Eis stand. Auch für die New York Rangers spielte er in der Saison 1994/95 nur fünfmal in der höchsten nordamerikanischen Eishockeyspielklasse, die meiste Zeit verbrachte er bei den Binghamton Rangers in der AHL. 1999 wechselte der Kanadier zu den Adler Mannheim in die DEL, wo er seine aktive Karriere nach einer Spielzeit beendete.

## Erfolge und Auszeichnungen
- 1998 Teilnahme am AHL All-Star Classic
- 1998 Calder-Cup-Gewinn mit den Philadelphia Phantoms

## Karrierestatistik
(Legende zur Spielerstatistik: Sp oder GP = absolvierte Spiele; T oder G = erzielte Tore; V oder A = erzielte Assists; Pkt oder Pts = erzielte Scorerpunkte; SM oder PIM = erhaltene Strafminuten; +/− = Plus/Minus-Bilanz; PP = erzielte Überzahltore; SH = erzielte Unterzahltore; GW = erzielte Siegtore; 1 Play-downs/Relegation; Kursiv: Statistik nicht vollständig)